# The Umbrella Academy (série de televisão)
The Umbrella Academy é uma série de televisão norte-americana criada por Steve Blackman para a Netflix é baseada na série de  histórias  em quadrinhos de mesmo nome criada por Gerard Way e ilustrado por Gabriel Bá, publicada pela Dark Horse Comics, tornando-se um sucesso de audiência e se tornando uma das séries mais assistidas da Netflix. A primeira temporada foi lançada na Netflix em 15 de fevereiro de 2019.
Ela recebeu críticas positivas dos críticos, com muitos elogiando o elenco e o visual, embora o tom e o ritmo tenham sido criticados. Em abril de 2019, a Netflix informou que 45 milhões de famílias assistiram à primeira temporada durante seu primeiro mês de lançamento, tornando-se uma das séries mais assistidas da plataforma. Nesse mesmo mês, a série foi renovada para uma segunda temporada, lançada em 31 de julho de 2020. A segunda temporada foi bem mais elogiada pela crítica e pelo público, tratando temas importantes como racismo, brutalidade policial, LGBT+ e religião.

## Premissa

#### Visão geral
A série se passa em um universo onde 42 mulheres ao redor do mundo deram à luz simultaneamente, apesar de nenhuma delas mostrar qualquer sinal de gravidez até o início do trabalho de parto em 1 de outubro de 1989. Sete das crianças são adotadas pelo excêntrico bilionário Sir Reginald Hargreeves e transformadas em uma equipe de super-heróis que ele chama de "Umbrella Academy". Hargreeves dá aos filhos números em vez de nomes, mas eles eventualmente são nomeados por sua mãe robô, Grace, como: Luther, Diego, Allison, Klaus, Número Cinco (seu único nome), Ben e Vanya. Enquanto colocava seis de seus filhos para trabalhar no combate ao crime, Reginald mantém Vanya afastada das atividades de seus irmãos, já que ela supostamente não demonstra poderes próprios.

#### Primeira temporada (2019)
A primeira temporada se passa nos dias atuais, onde Luther é parte macaco e vive na Lua há quatro anos, Allison é uma atriz famosa, Vanya é violinista, Klaus é viciado em drogas, Ben, já falecido, é um fantasma capaz de conversar apenas com Klaus, Diego tornou-se um vigilante com tendência para problemas. Os irmãos separados descobrem que Reginald morreu e se reúnem para seu funeral. Número Cinco retorna do futuro, perseguido por operativos que viajam no tempo, e revela que um apocalipse global é iminente. Enquanto isso, os irmãos reunidos tentam descobrir o segredo de sua família disfuncional enquanto começam a se separar devido às suas personalidades e habilidades divergentes.

#### Segunda temporada (2020)
A segunda temporada ocorre imediatamente após a primeira temporada. Após seu fracasso em impedir o apocalipse, a Umbrella Academy é forçada a voltar no tempo para salvar o mundo. Infelizmente, a viagem no tempo dá errado, pois os irmãos terminam em anos diferentes na década de 1960 em Dallas. Cinco acaba em 25 de novembro de 1963, no meio de um dia do juízo final nuclear, mas consegue escapar com a ajuda de Hazel. Cinco descobre que outro apocalipse está chegando e que ele só tem dez dias para evitá-lo. Enquanto é caçado por um trio de assassinos suecos, Cinco deve encontrar e reunir seus irmãos que fizeram uma nova vida após sua chegada, a fim de parar o apocalipse de uma vez por todas.
Terceira Temporada (2022)
Após salvar o mundo do apocalipse, o nosso grupo de heróis viaja no tempo e acaba voltando ao presente. Contudo, as coisas estão diferentes, com o Sir Reginald Hargreeves vivo e pior, com um novo grupo chamado The Sparrow Academy.

## Elenco

### Principais
| Ator/Atriz         | Personagens                                        | Temporadas      | Temporadas      | Temporadas      | Total de Aparições Creditadas |
| Ator/Atriz         | Personagens                                        | 1               | 2               | 3               | Total de Aparições Creditadas |
| ------------------ | -------------------------------------------------- | --------------- | --------------- | --------------- | ----------------------------- |
| Elliot Page        | Viktor Hargreeves / Vanya Hargreeves / Número Sete | Principal       | Principal       | Principal       | 20/20                         |
| Tom Hopper         | Luther Hargreeves / Número Um                      | Principal       | Principal       | Principal       | 20/20                         |
| David Castañeda    | Diego Hargreeves / Número Dois                     | Principal       | Principal       | Principal       | 20/20                         |
| Emmy Raver-Lampman | Allison Hargreeves / Número Três                   | Principal       | Principal       | Principal       | 20/20                         |
| Robert Sheehan     | Klaus Hargreeves / Número Quatro                   | Principal       | Principal       | Principal       | 20/20                         |
| Aidan Gallagher    | Five (Cinco) / Número Cinco                        | Principal       | Principal       | Principal       | 20/20                         |
| Mary J. Blige      | Cha-Cha                                            | Principal       | Does not appear | Does not appear | 9/20                          |
| Cameron Britton    | Hazel                                              | Principal       | Participação    | Does not appear | 10/20                         |
| John Magaro        | Leonard Peabody / Harold Jenkins                   | Principal       | Does not appear | Does not appear | 9/20                          |
| Adam Godley        | Pogo                                               | Principal       | Recorrente      | Recorrente      | 12/20                         |
| Colm Feore         | Sir Reginald Hargreeves / The Monocle (O Monóculo) | Principal       | Principal       | Principal       | 17/20                         |
| Justin H. Min      | Ben Hargreeves / Número Seis                       | Recorrente      | Principal       | Principal       | 20/20                         |
| Ritu Arya          | Lila Gill                                          | Does not appear | Principal       | Principal       | 10/20                         |
| Yusuf Gatewood     | Raymond Chestnut                                   | Does not appear | Principal       | Recorrente      | 9/20                          |
| Marin Ireland      | Sissy Cooper                                       | Does not appear | Principal       | Participação    | 10/20                         |
| Kate Walsh         | The Handler (A Gestora)                            | Recorrente      | Principal       | Does not appear | 13/20                         |
| Genesis Rodriguez  | Sloane Hargreeves / Número Cinco                   | Does not appear | Does not appear | Principal       | 10/30                         |
| Britne Oldford     | Fei Hargreeves / Número Três                       | Does not appear | Does not appear | Principal       |                               |
| Recorrentes        | Recorrentes                                        | Elenco Menor    | Elenco Menor    |                 | ☆                             |
| Cameron Brodeur    | Luther (jovem)                                     | Recorrente      | Convidado       |                 | 7/20                          |
| Eden Cupid         | Allison (jovem)                                    | Recorrente      | Convidado       |                 | 7/20                          |
| TJ McGibbon        | Vanya (jovem)                                      | Recorrente      | Convidado       |                 | 7/20                          |
| Dante Albidone     | Klaus (jovem)                                      | Recorrente      | Convidado       |                 | 6/20                          |
| Blake Talabis      | Diego (jovem)                                      | Recorrente      | Convidado       |                 | 6/20                          |
| Ethan Hwang        | Ben (jovem)                                        | Recorrente      | Convidado       |                 | 6/20                          |

| Ator/Atriz              | Personagem                    | Temporada       | Temporada       | Temporada       |
| Personagens Recorrentes | Personagens Recorrentes       | 1               | 2               | 3               |
| ----------------------- | ----------------------------- | --------------- | --------------- | --------------- |
| Jordan Claire Robbins   | Grace Hargreeves              | Recorrente      | Recorrente      | Recorrente      |
| Sean Sullivan           | Cinco (adulto)                | Recorrente      | Recorrente      | Recorrente      |
| Cody Thompson           | Dave                          | Recorrente      | Does not appear | Does not appear |
| Calem Mac Donald        | Dave                          | Does not appear | Recorrente      | Does not appear |
| Ashley Madekwe          | Det. Eudora Patch             | Recorrente      | Does not appear | Does not appear |
| Sheila Mc Carty         | Agnes Rofa                    | Recorrente      | Does not appear | Does not appear |
| Rainbow Sun Franks      | Chuck Beeman                  | Recorrente      | Does not appear | Does not appear |
| Zachary Bennett         | Lance Biggs                   | Recorrente      | Does not appear | Does not appear |
| Matt Biedel             | Dale Cheddar                  | Recorrente      | Does not appear | Does not appear |
| Emily Piggford          | Helen Cho                     | Recorrente      | Does not appear | Does not appear |
| Coco Assad              | Claire Hargreeves             | Recorrente      | Does not appear | Participação    |
| Ken Hall                | Herbvet "Herb"                | Participação    | Recorrente      | Participação    |
| Patrice Goodman         | Dot                           | Participação    | Recorrente      | Participação    |
| Kevin Rankin            | Elliott                       | Does not appear | Recorrente      | Does not appear |
| Kris Holden-Ried        | Axel                          | Does not appear | Recorrente      | Does not appear |
| Tom Sinclair            | Oscar                         | Does not appear | Recorrente      | Does not appear |
| Jason Bryden            | Otto                          | Does not appear | Recorrente      | Does not appear |
| John Kapelos            | Jack Ruby                     | Does not appear | Recorrente      | Does not appear |
| Stephen Bogaert         | Carl Cooper                   | Does not appear | Recorrente      | Does not appear |
| Justin Paul Kelly       | Harlan Cooper \ Lester Pocket | Does not appear | Recorrente      | Does not appear |
| Callum Keith Rennie     | Harlan Cooper \ Lester Pocket | Does not appear | Does not appear | Recorrente      |
| Robin Atkin Downes      | AJ Carmichael                 | Does not appear | Recorrente      | Does not appear |
| Dov Tiefenbach          | Keechie                       | Does not appear | Recorrente      | Does not appear |
| Mouna Traoré            | Jill                          | Does not appear | Recorrente      | Does not appear |
| George Wyner            | Miles                         | Does not appear | Recorrente      | Does not appear |
| Rod Wilson              | Brian                         | Does not appear | Recorrente      | Does not appear |
| Mindy Sterling          | Odessa                        | Does not appear | Recorrente      | Does not appear |
| Javon "Wanna" Walton    | Stanley "Stan"                | Does not appear | Does not appear | Recorrente      |
| Justin Cornwell         | Marcus Hargreeves             | Does not appear | Does not appear | Recorrente      |
| Jake Epstein            | Alphonso Hargreeves           | Does not appear | Recorrente      |                 |
| Cazzie David            | Jayme Hargreeves              | Does not appear | Does not appear | Recorrente      |
| Julian Richings         | Chet                          | Does not appear | Does not appear | Recorrente      |

### Principal
- Elliot Page como Viktor Hargreeves / Vanya Hargreeves / The White Violin / Number Seven, uma violinista que acreditava não ter superpoderes, mas descobre que foi enganada. Seus superpoderes são converter ondas sonoras em energia.[6] A personagem é conhecida como Vanya, usando seus pronomes "ela/dela", até que ele se assume como um homem transgênero, na terceira temporada, correspondendo à própria transição de Page.[7]
- Tom Hopper como Luther Hargreeves / Spaceboy / Number One, um astronauta com o corpo modificado, que se assemelha a um primata, ele possui superforça e durabilidade sobre-humana.[8]
- Robert Sheehan como Klaus Hargreeves / The Séance / Number Four, um viciado em drogas que tem a capacidade de se comunicar com os mortos, vê-los, induzí-los a fazer determinada tarefa ou até materializá-los no campo físico.[8]
- Emmy Raver-Lampman como Allison Hargreeves / The Rumor / Number Three, uma celebridade com a capacidade de manipular pessoas a partir de suas palavras, com a frase "Eu ouvi um boato... | Eu ouvi dizer...".[8]
- David Castañeda como Diego Hargreeves / The Kraken / Number Two, um encrenqueiro rebelde com super agilidade e habilidade de controlar quaisquer objeto de metal lançado por ele ou contra, assim como ele faz com as facas e balas.[8]
- Aidan Gallagher como The Boy / Number Five (Número Cinco), um dos irmãos que vai para o futuro e passa anos lá, mas voltando na sua forma de criança, ele tem a capacidade de se teletransportar e viajar no tempo.[8]
- Justin H. Min como Ben Hargreeves / The Horror / Number Six, um dos irmãos que acaba morrendo, possui a capacidade de projetar tentáculos em seu corpo.
- Mary J. Blige como Cha-Cha, uma assassina impiedosa que viaja no tempo em busca do Number Five (Número Cinco).[9]
- Cameron Britton como Hazel, também um assassino impiedoso que viaja no tempo junto à Cha-Cha.[10]
- Colm Feore como Sir Reginald Hargreeves / The Monocle (O Monóculo), o pai adotivo da Umbrella Academy e um alienígena disfarçado de industrialista bilionário humano.[10]
- Adam Godley como Pogo, um chimpanzé falante e super inteligente, sendo também o assistente mais próximo de Sir Reginald Hargreeves.[10]
- John Magaro como Leonard Peabody, interesse amoroso de Vanya.[11]

### Recorrente
- Ashley Madekwe como Detetive Patch,[10] uma policial investigadora e interesse amoroso de Diego.
- Sheila McCarthy como Agnes, Proprietária / Padeira / Garçonete do Griddy's Donuts e interesse amoroso de Hazel.
- Kate Walsh como The Handler (A Gestora).[12]
- Jordan Claire Robbins como Grace Hargreeves / Mãe, a mãe adotiva da Umbrella Academy, é uma robô construída por Reginald para cuidar das crianças.[13]
- Matt Biedel como Dale Cheedar.
- Rainbow Sun como Chuck Beeman.
- Zachary Trennet como Lance Biggs.

## Episódios
| Temporada | Temporada | Episódios | Episódios | Originalmente lançado   |
| --------- | --------- | --------- | --------- | ----------------------- |
|           | 1         | 10        | 10        | 15 de fevereiro de 2019 |
|           | 2         | 10        | 10        | 31 de julho de 2020     |
|           | 3         | 10        | 10        | 22 de junho de 2022     |

### 1.ª Temporada (2019)
| N.º | Título Original Título no Brasil                                                                    | Dirigido por     | Escrito por                            | Lançamento              |
| --- | --------------------------------------------------------------------------------------------------- | ---------------- | -------------------------------------- | ----------------------- |
| 1 | "We Only See Each Other at Weddings and Funerals" "A gente só se encontra em casamentos e funerais" | Peter Hoar       | Jeremy Slater                          | 15 de fevereiro de 2019 |
| Em 1989, quarenta e três mulheres dão à luz simultaneamente, apesar de não mostrarem sinais de gravidez antes de cada nascimento. Sete são encontrados e adotados pelo excêntrico bilionário Sir Reginald Hargreeves, que os cria como uma equipe de super-heróis. Anos depois, os filhos de Hargreeves se reúnem relutantemente para seu funeral. Luther suspeita que Hargreeves morreu de jogo sujo, porque falta o monóculo que ele sempre usava. O Número Cinco, que desapareceu 16 anos antes, aparece em uma estranha bola de energia azul. Ele afirma ter retornado do futuro para seu corpo pré-pubescente e que ele tem, na verdade, 58 anos. Tensões emergem entre os irmãos, fazendo Diego entrar em uma briga com Luther que destrói uma estátua de seu falecido irmão, Ben. Mais tarde, Cinco está visitando uma loja de donuts, quando vários homens armados entram e abrem fogo. Depois de matar os homens, ele remove um rastreador embutido em seu braço. Em outro lugar, é revelado que Diego tem o monóculo e que Klaus pode conversar com o fantasma de seu falecido irmão, Ben. | |                  |                                        |                         |
| 2 | "Run Boy Run" "Corre, cara, corre"                                                                  | Andrew Bernstein | Steve Blackman                         | 15 de fevereiro de 2019 |
| Cinco chega ao apartamento de Vanya e avisa à ela que o mundo terminará em oito dias. Vanya acha que a mente de Cinco foi corrompida pelas viagens no tempo e que o mundo não vai acabar realmente. Os agentes Cha-Cha e Hazel, chegam a um motel e começam a rastrear seus alvos. Luther descobre que Diego teve uma luta de boxe no momento da morte de seu pai, o que o descarta como suspeito, e Vanya conhece seu mais recente aluno de violino, Leonard. Parcialmente assistido por Klaus, o Número Cinco tenta descobrir a origem de um olho protético que ele encontrou no futuro, sabendo que seu dono logo destruirá o mundo. Os irmãos aprendem, no entanto, que o olho ainda não foi fabricado no presente. Cinco visita uma loja de departamentos para ver "Dolores", um manequim que foi sua "companheira" por trinta anos. Cha-Cha e Hazel o atacam. A ex-amiga de Diego, a detetive Eudora Patch, investiga as mortes na loja de donuts, mas sua única testemunha já foi interrogada por Cha-Cha e Hazel. Enquanto Allison assiste a velhos vídeos de vigilância de sua infância para se animar, ela encontra uma fita perturbadora de seu pai. | |                  |                                        |                         |
| 3 | "Extra Ordnary" "Comum (só que não)"                                                                | Andrew Bernstein | Ben Nedivi & Matt Wolpert              | 15 de fevereiro de 2019 |
| Depois que Allison mostra a Luther a fita de vídeo do que parece Grace, a "mãe" robótica dos irmãos, servindo chá envenenado ao pai, os dois perguntam à mãe sobre o incidente. a robô afirma não se lembrar de nada, mas os irmãos suspeitam que ela esteja escondendo alguma coisa. Vanya luta com sua habilidade em violino e ela e Leonard acabam se conhecendo melhor. O Número Cinco inicia uma observação do fabricante do olho protético. Agnes, a garçonete do Griddy's Donuts, descreve a tatuagem de guarda-chuva do Número Cinco para Cha-Cha e Hazel, levando-os à casa dos Hargreeves. Enquanto Luther e Allison reúnem o resto de seus irmãos para assistir às filmagens, Diego revela que pegou o monóculo de Grace após o funeral e jogou fora. Os irmãos discordam sobre desligar ou não a Grace. Cha-Cha e Hazel invadem a casa dos Hargreeves e atacam Luther, Diego, Allison e Vanya, mas fogem e sequestram Klaus quando os irmãos revidam. Diego finalmente desliga Grace, pois ela é totalmente alheia à luta e mostra outras avarias. | |                  |                                        |                         |
| 4 | "Man on the Moon" "Sentado na Lua"                                                                  | Ellen Kuras      | Lauren Schmidt Hissrich                | 15 de fevereiro de 2019 |
| Sete anos atrás, Hargreeves envia Luther em uma missão que dá muito errado. Para salvar sua vida, Hargreeves injeta Luther com um soro que também transforma seu corpo no de um "gorila". No presente, Allison e Luther encontram a Grace desativada e assumem que os assassinos a fecharam. Leonard e Vanya se unem e concordam em ir jantar. Enquanto isso, Cha-cha e Hazel torturam Klaus para obter informações sobre Cinco. Quando eles começam a destruir às drogas de Klaus, ele desiste de informações e, depois de ficar sóbrio, começa a ver suas vítimas mortas. Cinco ameaça o homem da Meritech para obter mais informações sobre o olho protético. Cha-cha e Hazel, agora cientes da investigação de Cinco, vão ao laboratório e acendem. Diego e Luther encontram Cinco desmaiado bêbado. Patch vai ao motel para procurar os dois assassinos e libera Klaus, mas é morta por Cha-Cha. Klaus escapa pelos respiradouros com a maleta. Quando ele abre a pasta, ele viaja no tempo. | |                  |                                        |                         |
| 5 | "Number Five" "Número Cinco"                                                                        | Ellen Kuras      | Bob DeLaurentis                        | 15 de fevereiro de 2019 |
| Um flashback mostra a vida do Número Cinco no futuro apocalíptico. Ele é finalmente abordado pela A Gestora, representando uma organização chamada Comissão. Ela oferece um emprego para ele. Ele trabalha um tempo para eles matando pessoas ao longo da história, até encontrar uma maneira de voltar aos dias atuais. Allison suspeita que Leonard está escondendo alguma coisa e faz perguntas, mas Vanya descarta suas preocupações e fica com raiva dela. Vanya para de tomar seus comprimidos. Quando ela faz o teste para a primeira cadeira de sua orquestra, ela consegue, mas ao mesmo tempo aparece um poder misterioso dentro dela. Klaus destrói a pasta depois de voltar de sua viagem no tempo. Ele lutou na Guerra do Vietnã. Ele perdeu alguém perto dele e está fortemente traumatizado. Luther e Número Cinco, induzem os assassinos a marcar uma reunião com A Gestora, em troca de uma maleta diferente. Ela oferece ao Número Cinco um novo emprego, que ele aceita sob a condição de que sua família sobreviva. Vanya pega a primeira cadeira e conta a Leonard. Sem que ela soubesse, ele matou o ex-violinista da primeira cadeira. Pogo reativa Grace e pede que ela mantenha um segredo das crianças.                                                                                                  | |                  |                                        |                         |
| 6 | "The Day That Wasn't" "O dia que não aconteceu"                                                     | Stephen Surjik   | Sneha Koorse                           | 15 de fevereiro de 2019 |
| Durante o salto de tempo de Klaus, ele terminou na Guerra do Vietnã e se apaixonou por um soldado chamado Dave. Enquanto isso, A Gestora leva Cinco para a sede da Comissão. Cha-Cha recebe ordens para matar Hazel. Luther informa à Academia sobre o apocalipse iminente, mas falha em inspirar o grupo a lutar. Irritada por ser excluída e com seus novos poderes emergentes, Vanya sem saber, causa uma tempestade e inclina vários postes de luz. Klaus pede a Diego para ajudá-lo a ficar sóbrio, esperando ver o fantasma de Dave antes que o mundo acabe. Luther se sente traído quando descobre que sua pesquisa na Lua era inútil. Diego descobre que Grace foi reativada e está pasma. Luther e Allison confessam seus sentimentos românticos um para o outro. Cinco intercepta ordens para proteger um homem chamado Harold Jenkins. Ele altera as ordens, dizendo à Cha-Cha para matar Hazel e vice-versa. Vanya descobre o caderno de seu pai na casa de Leonard, lê e descobre que seu pai sabia sobre seus poderes e os suprimiu. Cinco rouba uma maleta de viagem no tempo e foge da Comissão. Ele chega no início do episódio, alterando a linha do tempo e reúne seus irmãos para parar o apocalipse. | |                  |                                        |                         |
| 7 | "The Day That Was" "O dia que aconteceu"                                                            | Stephen Surjik   | Ben Nedivi & Matt Wolpert              | 15 de fevereiro de 2019 |
| Em 1989, Harold Jenkins nasce de uma gravidez normal, embora sua mãe morra em trabalho de parto. Harold idolatra à Academia Umbrella e acredita que ele é como eles; Reginald rejeita Harold, dizendo que não há nada de especial nele. Harold mata seu pai abusivo e alcoólatra, sendo condenado a 12 anos de prisão. Cinco revela que eles devem localizar Harold e impedí-lo de causar o apocalipse. Diego descobre que ele é o principal suspeito do assassinato do detetive Patch e Allison reconhece Harold como Leonard em um arquivo da polícia. Diego, Allison e Cinco, invadem a casa de Leonard, descobrindo as lembranças destruídas da Academia Umbrella. Luther fica deprimido ao aprender a verdade por trás de sua missão na Lua. Assim, ele vai a uma rave, onde fica intoxicado. Klaus o segue e fica inconsciente em uma briga, acabando por ver Reginald, quem lhe diz que Klaus não viu completamente o potencial de seus poderes. Hazel recebe ordens para matar Cha-Cha, mas a incapacita. Leonard e Vanya são assediados por um trio de bandidos. Eles espancaram Leonard, causando o rebentamento dos poderes de Vanya, matando dois deles. Leonard se recupera no hospital, tendo perdido o olho direito no evento, enquanto Allison procura Vanya.                                                      | |                  |                                        |                         |
| 8 | "I Heard a Rumor" "Eu ouvi um boato"                                                                | Jeremy Webb      | Lauren Schmidt Hissrich & Sneha Koorse | 15 de fevereiro de 2019 |
| Incapaz de encontrar Vanya, Allison acompanha um policial investigando o ataque a Leonard e Vanya sob o disfarce de que ela está pesquisando um papel de ator. Quando Leonard e Vanya deixam o hospital, descobrem que o terceiro agressor sobreviveu. Allison e o oficial o questionam e descobrem que ele e seus amigos foram pagos para atacá-los. Hazel foge com Agnes, fazendo a viagem que ela sempre planejara. Ao chegar na primeira parada, ele a deixa para cuidar de um problema, mas promete retornar. Cha-Cha vai à loja de donuts de Agnes e descobre para onde eles estão indo. Leonard e Vanya continuam treinando suas habilidades na floresta, que só ficam mais fortes, principalmente, quando Vanya relembra os momentos de sua infância em que estava sendo treinada por Reginald. Como Reginald temia que seus poderes fossem grandes demais, ele a isolou dos outros e começou a medicá-la para estabilizar seu humor. Allison finalmente encontra Vanya na cabine e confessa que Reginald pediu que ela usasse seus poderes para convencer Vanya de que ela era comum. Vanya à ataca com raiva, cortando a garganta de Allison com seus poderes. Leonard chega e leva Vanya embora enquanto Allison sangra.                                                                                                | |                  |                                        |                         |
| 9 | "Changes" "Mudanças"                                                                                | Jeremy Webb      | Bob DeLaurentis & Eric W. Phillips     | 15 de fevereiro de 2019 |
| Uma jovem Vanya usa seus poderes para matar várias babás antes de Reginald finalmente construir Grace. Leonard leva Vanya de volta para sua casa, onde ela está cheia de culpa. Allison sobrevive e é resgatada por seus irmãos. No entanto, ela é incapaz de falar. Klaus tenta se drogar novamente, levando Ben a dar um soco em Klaus e revelando que Ben conseguiu fazer contato físico graças aos poderes de Klaus. Na casa de Leonard, Vanya descobre o diário de Reginald. Percebendo a manipulação de Leonard, ela o mata em um acesso de raiva. Seu corpo é descoberto por seus irmãos e Cinco combina o olho de vidro com Leonard. Hazel chega à Academia Umbrella para se voluntariar para ajudar a parar o apocalipse, mas aprende com Cinco que, com Jenkins morta, está feito. Hazel revela que Cha-Cha é o assassino de Patch e deixa suas armas para ajudar a exonerar Diego. Hazel retorna a Agnes, apenas para descobrir que Cha-Cha a levou como refém. Sua luta é interrompida pela A Gestora. Allison acorda e revela que Vanya tem poderes. Vanya volta para casa e Luther a incapacita antes de trancá-la em uma câmara de isolamento. Os outros protestam, mas Luther se recusa. Desolada e furiosa, Vanya cede seus poderes sombrios e surta, quebrando a câmara.                                         | |                  |                                        |                         |
| 10 | "The White Violin" "O violino branco"                                                               | Peter Hoar       | Steve Blackman                         | 15 de fevereiro de 2019 |
| Os irmãos escapam quando Vanya destrói a mansão. Ben é capaz de interagir fisicamente, salvando Diego de detritos que caem. Vanya confronta Pogo, que admite seu conhecimento de seus poderes. Ela o mata e Grace é destruída quando o prédio desmorona. Os irmãos se reagrupam em uma pista de boliche enquanto Vanya se prepara para seu show. Cinco conhece A Gestora no motel, apenas para perceber que é uma distração. Os irmãos escapam para o Icarus Theatre, enquanto Hazel e Cha-Cha recebem ordens para proteger Vanya. No entanto, Hazel trai Cha-Cha e a incapacita antes de retornar ao motel, matar o manipulador e resgatar Agnes. Quando o show começa, os irmãos não conseguem parar Vanya e os soldados da Comissão entram no teatro. Ben se manifesta fisicamente através de Klaus e usa seus poderes para derrotar os pistoleiros. Allison incapacita Vanya, enquanto sua energia acumulada é redirecionada para o espaço e destrói a Lua. Fragmentos começam a chover sobre o mundo, causando o Apocalipse. Tendo falhado em sua missão, Cinco sugere que eles usem suas habilidades para viajar de volta no tempo para parar o Apocalipse como uma equipe. À medida que o mundo é consumido, Hazel e Agnes escapam e a Academia Umbrella é transportada de volta no tempo, revertendo para os adolescentes. | |                  |                                        |                         |

### 2.ª Temporada (2020)
| N.º | Título Original Título no Brasil                   | Dirigido por    | Escrito por                     | Lançamento          |
| --- | -------------------------------------------------- | --------------- | ------------------------------- | ------------------- |
| 11 | "Right Back Where We Started" "De volta ao início" | Sylvain White   | Steve Blackman                  | 31 de julho de 2020 |
| A viagem no tempo de Cinco dá errado, já que seus irmãos terminam em anos diferentes em Dallas, nos anos 60. Cinco chega em 25 de novembro de 1963 para encontrar seus irmãos lutando contra soldados soviéticos. Hazel aparece de repente, e ele e Cinco escapam antes que o mundo seja destruído por armas nucleares. Hazel explica que esse foi o apocalipse e que os irmãos Hargreeves têm dez dias para detê-lo. Três assassinos suecos chegam e matam Hazel, apesar de Cinco conseguir escapar e acabar na casa de um homem chamado Elliott, que monitora o beco em que Cinco e seus irmãos chegaram a partir de 2019, concordando em ajudar Cinco. As vidas dos outros irmãos são reveladas: Luther está em um ringue de boxe e vive em um clube que trabalha como guarda-costas de Jack Ruby. Diego está preso em um asilo mental e quer impedir o assassinato do presidente John F. Kennedy. Allison se casou com uma ativista dos direitos civis chamado Raymond. Klaus começou um culto espirituoso. Vanya, que tem amnésia, está vivendo com um casal, Sissy e Carl, e é a babá de seu filho Harlan. Depois de serem perseguido pelos homens suecos, Diego consegue escapar do asilo com sua amiga e colega paciente de asilo, Lila. Cinco encontra Luther no clube e fala sobre a situação, mas Luther se recusa a ajudar.     |                                                    |                 |                                 |                     |
| 12 | "The Frankel Footage" "O vídeo dos Frankel"        | Stephen Surjik  | Mark Goffman                    | 31 de julho de 2020 |
| Três meses depois de ter sido baleado por Hazel, o Handler retorna à Comissão apenas para descobrir que ela foi demitida por seu chefe, um peixe falante chamado AJ. Vanya vai ao clube buscar Carl, e Luther a vê. Ray é preso pela polícia. Cinco leva Diego e Lila para a casa de Elliott, e eles assistem a um filme que Hazel deu a Cinco pouco antes de sua morte. Assistindo ao filme, Diego e Cinco percebem que seu pai Reginald, estava presente no assassinato do presidente Kennedy. Na prisão, Klaus se une a Ray e é libertado logo depois. Quando Allison vem visitar o marido, ela percebe que um dos seguidores de Klaus tem as mesmas tatuagens nas mãos que ele. Luther chega à fazenda de Sissy e pede desculpas a Vanya, apenas para descobrir que ela não se lembra dele e sai. Diego e Cinco entram sorrateiramente na empresa de Reginald. Cinco se depara com Pogo, agora um "filhote". Diego e Reginald entram em uma briga, até que Reginald o esfaqueia antes de ir embora. |                                                    |                 |                                 |                     |
| 13 | "The Swedish Job" "Rastros"                        | Stephen Surjik  | Jesse McKeown                   | 31 de julho de 2020 |
| De volta à casa de Elliott, Lila é capaz de salvar Diego, em seguida, fazendo sexo com ele. Vanya, tendo saído para passar a noite, é interceptada pelos homens suecos, que a perseguem em um milharal, ela usa seus poderes para impedí-los de matá-la. Cinco a encontra e explica a situação. Ray, libertado da prisão por Klaus, encontra Luther procurando Allison. Ainda tendo sentimentos por ela, Luther sai depois de descobrir que Allison é casada. Enquanto isso, Allison, ao lado de outros afro-americanos, participa de um protesto em um restaurante de brancos. Ray vai ao restaurante para participar do protesto, mas é preso ao lado dos demais manifestantes. Vendo Ray ser espancado por um policial, Allison usa seus poderes para forçar o policial a deixar Ray sozinho, resultando em Ray fugindo de Allison, confuso sobre quem ela realmente é. Ao encontrar Dave trabalhando em uma loja de tintas, Klaus diz a Ben que quer impedir que Dave vá para a Guerra do Vietnã. Deixando Diego e chegando em um hotel, Lila revela que trabalha para a Comissão, ao lado de sua mãe adotiva, a Handler. |                                                    |                 |                                 |                     |
| 14 | "The Majestic 12" "Os Doze Majestosos"             | Tom Verica      | Bronwyn Garrity                 | 31 de julho de 2020 |
| Antes de retornar a Diego, Lila é instruída a proteger Cinco a todo custo. Aprendendo que ela causou o apocalipse original, Vanya retorna à família Cooper. Não sendo capaz de explicar seu poder a Ray, Allison o deixa e encontra Luther, que conta a ela sobre o próximo apocalipse. Enquanto isso, Diego, Lila e Cinco, visitam uma gala na qual Reginald foi convidado a participar. Depois que Diego encontra com Grace, agora humana, que está romanticamente envolvida com Reginald, o trio é atacado pelos homens suecos. Eles conseguem combatê-los, mas Reginald parte no processo. Depois de ouvir o plano de Vanya para sair, Harlan foge. Encontrando seu brinquedo em um lago, Vanya usa seus poderes para encontrar e salvar Harlan de se afogar. Percebendo que Harlan poderia morrer se ela fosse embora, Vanya decide ficar. Depois de não convencer Dave a não se juntar ao Exército, Klaus começa a beber e depois passa a noite na casa de Allison. Na casa de Elliott, Luther acidentalmente revela o apocalipse chegando em sete dias a Elliott enquanto estava no altonitroso. |                                                    |                 |                                 |                     |
| 15 | "Valhalla" "Valhala"                               | Tom Verica      | Robert Askins                   | 31 de julho de 2020 |
| Vanya começa um relacionamento íntimo com Sissy. Na casa de Elliott, Luther diz a Cinco e Diego que, quando ele chegou em Dallas, ele voltou para a Academia e foi expulso por Reginald, pois ele não acreditaria que adotaria sete filhos no futuro, considerando seu ódio por eles. No presente, o trio decide se reunir com o restante da Academia para explicar sua situação atual e, juntos, eles decidem procurar por Reginald, acreditando que todos apareceram em Dallas para salvar o presidente. Tendo sido expulso do grupo por Cinco, Lila volta com Handler para atrair Cinco a se encontrar com eles em um armazém abandonado. Enquanto os homens suecos lamentam a morte de um de seus irmãos, Vanya decide deixar a família Cooper depois de pegar Sissy dormindo com Carl. |                                                    |                 |                                 |                     |
| 16 | "A Light Supper" "Refeição leve"                   | Ellen Kuras     | Aeryn Michelle Williams         | 31 de julho de 2020 |
| No armazém, Handler chega a Cinco e oferece a ele um acordo, dizendo que ela trará sua família de volta para 2019 se ele matar o conselho da Comissão durante uma de suas reuniões especiais. O restante da Academia recebe convites para o "encontro" de Reginald e, juntos, o visitam, explicando sua situação atual. Allison mostra seus poderes a Ray, Diego diz a Grace o plano de Reginald de matar o presidente. Carl observa Sissy e Vanya fazerem sexo em um carro. Enquanto isso, depois de saberem que Diego matou seu irmão, os homens suecos visitam Elliott, matam-no e deixam a mensagem "Öga para Öga" (Olho por Olho) escrita com o sangue no chão. No hotel, Cinco concorda com o acordo do manipulador. |                                                    |                 |                                 |                     |
| 17 | "Öga for Öga" "Oga Foroga"                         | Ellen Kuras     | Nikki Schiefelbein              | 31 de julho de 2020 |
| Tendo matado o conselho da Comissão, Cinco tem 90 minutos para se reagrupar com o restante da Academia e voltar ao cronograma normal em 2019. Vendo que Sissy está em um relacionamento infeliz, Vanya decide levar Sissy e Harlan com ela para a novo linha do tempo, enquanto Allison decide pegar Ray. Enquanto Ray e Allison se preparam para sair, os dois são atacados pelos dois irmãos suecos restantes, mas conseguem escapar quando Allison usa seus poderes para fazer um dos irmãos matar o outro. Como Sissy deixou um bilhete, ela, Harlan e Vanya são parados por vários policiais. Vanya usa seus poderes para tentar combatê-los, mas é nocauteada. Como a Academia não se reagrupou a tempo, Cinco é forçado a jogar fora a maleta de viagem no tempo que continha a nova linha do tempo. |                                                    |                 |                                 |                     |
| 18 | "The Seven Stages" "Os sete estágios"              | Amanda Marsalis | Mark Goffman & Jesse McKeown    | 31 de julho de 2020 |
| Em um prédio do FBI, Vanya é interrogada pelo agente especial do FBI, Willy Gibbs, sendo suspeita de ser uma espiã russa da KGB, já que Vanya pode falar russo. Sendo drogada e torturada com choques elétricos, Vanya começa a se lembrar de seu passado. Enquanto isso, Cinco decide se encontrar com uma versão mais antiga de si mesmo, para tentar fazer com que a maleta de viagem no tempo da sua versão velha retorne a uma nova linha do tempo. Sozinho, a versão velha de Cinco diz a Luther seu plano para impedir Vanya de causar o apocalipse original, mas tendo que matar o jovem Cinco no processo. Lila sequestra Diego para forçá-lo a permanecer como seu namorado e para trabalhar na Comissão. Com a ajuda de Herb, Diego vê o que acontecerá em 22 de novembro de 1963. Em vez do presidente Kennedy ser assassinado, Vanya acaba explodindo o prédio do FBI, levando à Terceira Guerra Mundial, quando se acredita que os soviéticos são a causa; eventualmente se transformando em uma guerra nuclear em todo o planeta. Percebendo que Vanya sempre causará o apocalipse, Diego, junto com Klaus e Allison, decide voltar a Dallas para impedir que ela exploda o prédio em uma hora. |                                                    |                 |                                 |                     |
| 19 | "743" "743"                                        | Amanda Marsalis | Bronwyn Garrity & Robert Askins | 31 de julho de 2020 |
| No prédio do FBI, Ben consegue acalmar Vanya e, no processo, encontra sua paz e parte para a vida após a morte. Lila confronta sua mãe sobre o caso do tempo "734", que envolveu Cinco ter matado os seus pais. Isso faz com que Lila fique brava com Diego, sem saber que foi o Handler quem aprovou o caso. O Jovem-Cinco aprende sobre o plano do Velho-Cinco para matá-lo e, com a ajuda de Luther, ele consegue enviar o Velho-Cinco para a linha do tempo original, mas acidentalmente destrói a pasta no processo. Como o prédio do FBI não foi destruído, o presidente Kennedy, continua seu desfile e é assassinado, apesar das tentativas de Diego para impedí-lo. Louco por sua morte, Reginald visita seu grupo secreto do governo, ele revela ser um alienígena e mata o grupo. Na Comissão, Handler diz a todos os seus funcionários pelo interfone para se prepararem para a guerra. |                                                    |                 |                                 |                     |
| 20 | "The End of Something" "Procurados"                | Jeremy Webb     | Steve Blackman                  | 31 de julho de 2020 |
| De volta à casa de Elliott, a Academia se reagrupa e Vanya descobre que quando ela salvou Harlan de se afogar, ela passou alguns de seus poderes para ele. Isso resultou em Carl tentando fugir com Harlan e Sissy atirando nele no processo. Sentindo que Harlan está com problemas, Vanya, junto com o resto do grupo, decide voltar à fazenda de Sissy para ajudá-lo. Uma vez lá, o grupo é atacado por Lila, que revela que ela é um dos irmãos deles. Antes que eles possam dizer quem ela realmente é, o manipulador chega e mata todos na Academia, incluindo Lila. Cinco consegue sobreviver ao ferimento de bala e é salvo pelo último assassino sueco que mata o manipulador. Cinco usa seus poderes para reverter o tempo em alguns segundos para salvar sua família e terminar sua batalha com o assassino sueco. Logo depois, Vanya consegue acalmar Harlan, assim, fazendo seus poderes sumirem. Herb chega para permitir que o grupo retorne à sua linha do tempo normal. No culto, Dave vai para a guerra e Sissy segue para uma nova vida com Harlan, que mantém um pouco de suas "habilidades telecinéticas". Em um 2019 alterado, a Academia descobre que Reginald ainda está vivo e formou a Sparrow Academy, com um Ben ainda vivo como Número Um, cinco filhos diferentes e um cubo verde flutuante não identificado. |                                                    |                 |                                 |                     |

## Produção

### Desenvolvimento
Uma versão cinematográfica da série de quadrinhos The Umbrella Academy foi escolhida pela Universal Studios. Originalmente, o roteirista Mark Bomback foi contratado para escrever o roteiro; Rawson Marshall Thurber supostamente o substituiu em 2010. Tem havido pouca conversa sobre o filme desde então, e nenhuma data de lançamento foi definida. Em entrevista ao Newsarama no New York Comic Con de 2012, Way mencionou que houve "boas conversas" e um "roteiro muito bom", mas que era "uma espécie de submissão ao universo".
Em 7 de julho de 2015, foi anunciado que The Umbrella Academy seria desenvolvido para uma série de televisão, em vez de um filme original, produzido pela Universal Cable Productions. Em 11 de julho de 2017, foi anunciado oficialmente que a Netflix havia adaptado um live-action da série de ação, prevista para estrear em 2018, com Way atuando como produtor executivo. Jeremy Slater vai escrever o roteiro do piloto, e Steve Blackman é o showrunner.
A primeira temporada da série foi lançada na Netflix, em 15 de fevereiro de 2019.
Em 2 de abril de 2019, a série foi renovada para uma segunda temporada, lançada em 31 de julho de 2020. A data de lançamento da temporada permaneceu desconhecida até 18 de maio de 2020, onde um conceito de trailer foi lançado onde o elenco principal dançou I Think We're Alone Now, de Tiffany. Steve Blackman confirmou ao The Hollywood Reporter que ele quer permanecer no curso do que os quadrinhos estão fazendo sem se desviar muito.

### Filmagens
A fotografia principal da primeira temporada começou em 15 de janeiro de 2018, em Toronto. Gerard Way postou em sua conta no Instagram uma ilustração de Fabio Moon do elenco e equipe fazendo a primeira leitura de mesa do roteiro em Toronto. Ele também revelou uma foto do primeiro dia no set. As filmagens adicionais aconteceram em Hamilton, Ontário.
Para o teatro onde Vanya se apresentou com o seu violino, a equipe usou o Elgin Theatre, ao lado do Winter Garden Theatre. A Sala de Concertos Mazzoleni foi usada para representar o exterior do teatro. O exterior da mansão foi filmado em um prédio em Hamilton, enquanto os interiores foram filmados em estúdio. O Joey & Toby Tanenbaum Opera Centre foi filmado para uma cena externa e a Union (Railway) Station foi usada para uma cena de assalto a banco. Um laboratório da Universidade de Toronto foi filmado para representar o edifício da Meritech Prosthetics. As filmagens foram concluídas em 18 de julho de 2018.
As filmagens para a segunda temporada começaram em junho de 2019 e foram concluídas em 23 de novembro de 2019.
As filmagens para a terceira temporada estão programadas para serem iniciadas em fevereiro de 2021.

## Recepção crítica
No Rotten Tomatoes, a primeira temporada da série detém um índice de aprovação de 74% com uma classificação média de 7,38 de 10 com base em 21 revisões. O consenso crítico do site diz: "The Umbrella Academy desenrola um fio imaginário com uma emoção furtiva e um conjunto excepcionalmente atraente, mas a sensibilidade soturna da série muitas vezes se choca com as armadilhas do gênero." O Metacritic, que usa uma média ponderada, atribuiu à série uma pontuação de 64 em 100 com base em 6 críticos, indicando "revisões geralmente favoráveis".
Alguns críticos apontam semelhanças entre The Umbrella Academy, DC Universe: Doom Patrol e Marvel Comics: X-Men, tanto positivamente como negativamente.
A segunda temporada foi aclamada pelos críticos, alcançando um índice de 93% de aprovação. O consenso crítico do Rotten Tomatoes diz:

 "Prova de que o tempo pode curar quase todas as feridas, a emocionante segunda temporada da The Umbrella Academy alivia sua carga tonal sem perder seu núcleo emocional, dando aos super irmãos espaço para crescer enquanto se diverte com a diversão no tempo".
A temporada obteve uma média ponderada de 63/100 de 10 críticos no Metacritic, significando "críticas geralmente favoráveis".

### Controvérsia
Alguns escritores judeus criticaram o retrato da The Handler pela The Umbrella Academy. Em particular, seu uso do idioma iídiche e sua participação em uma sociedade secreta que discretamente causa eventos catastróficos foram vistos juntos como um estereótipo anti-semita do povo judeu, controlando secretamente e malevolamente os eventos mundiais.[carece de fontes?]

### Recorde
The Umbrella Academy foi o primeiro show roteirizado pela Netflix a alcançar um público amplo.[carece de fontes?]
Durante a segunda temporada, a série bateu um recorde de duração no Top 10 da plataforma e  permanecendo mais de 15 dias, superando a marca de 13 Reasons Why que estava na posição de mais longa duração no topo com 14 dias. Ficando no Top 10 em mais de 70 países.[carece de fontes?]

### Prêmios
| Ano  | Prêmio                                    | Categoria                                       | Indicação                                                       | Resultado |
| ---- | ----------------------------------------- | ----------------------------------------------- | --------------------------------------------------------------- | --------- |
| 2020 | ADG Excellence in Production Design Award | Série contemporânea de câmera única de uma hora | Mark Worthington (para "Só nos vemos em casamentos e funerais") | Venceu    |